# Ilhéu de Sal Rei
O Ilhéu de Sal Rei é um ilhéu desabitado localizado na freguesia de São João Baptista, oeste de Sal Rei e ilha da Boa Vista, em Cabo Verde. O seu ponto culminante atinge 27 metros de altitude. O ilhéu tem 0,6km², 1,88 km de largura e 0,88 km de comprimento.

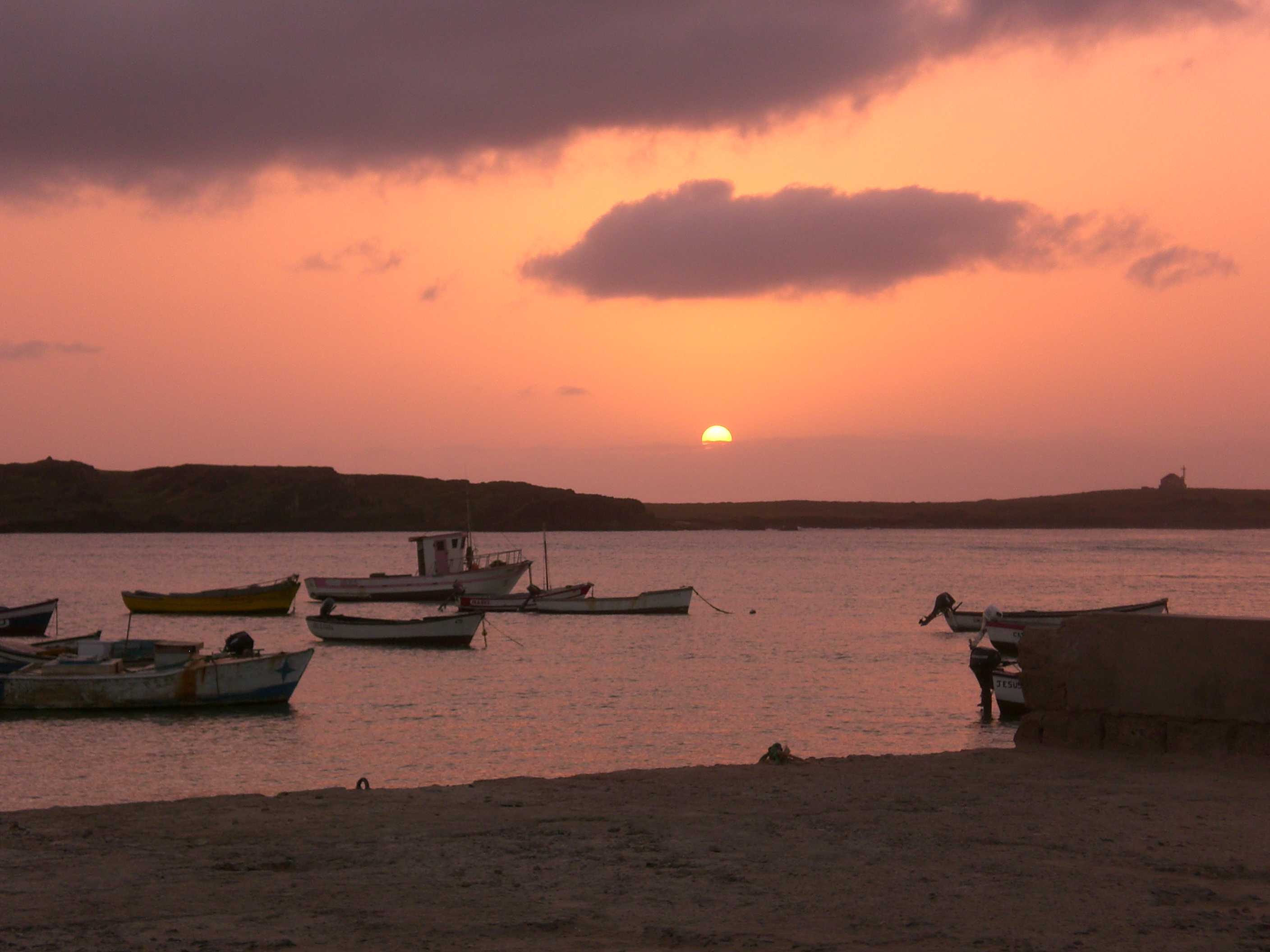

A sua geologia consiste de rochas de basalto. Na ponta sul, existe um forte em ruínas designado Forte Duque de Bragança.
Encontra-se classificado como área monumento natural protegido, numa área de 92,6 ha.